# Hans Küng
Hans Küng, född 19 mars 1928 i Sursee i kantonen Luzern, död 6 april 2021 i Tübingen i Baden-Württemberg, var en schweizisk romersk-katolsk präst och teolog. 
Han studerade filosofi och teologi vid Gregorianska universitetet i Rom, Paris universitet samt Institut Catholique de Paris. Från 1960 var han professor i fundamentalteologi och från 1980 i ekumenisk teologi vid universitetet i Tübingen, president i the Foundation for a Global Ethic, som bidragit till deklarationen om global etik.
Küng har alltsedan sin doktorsavhandling Rechtfertigung 1957 omprövat katolska dogmer om rättfärdiggörelseläran, påvens ofelbarhet och tolkningsrätten till Bibeln, där han anser att Jesus och Nya Testamentets evangelier bör ha företräde framför all senare tradition. Deltog som rådgivare (Peritus) vid det Andra Vatikankonciliet 1962-1965. På grund av en del teologiska kontroverser fråntogs han av Troskongregationen år 1979 rätten att undervisa som romersk-katolsk teolog.
Küng var ordförande i Herbert Haag-stiftelsen 1985-2013.